# Кризис социализации младших школьников
Кризис социализации младших школьников — переходный период, в ходе которого ребёнок сталкивается с новыми возможностями, видами и целями социального взаимодействия, вследствие чего происходит его трансформация: приобретение новых социальных навыков, целей коммуникации, а также внутренних свойств сознания, таких как познавательная, нравственная, эмоционально-волевая и др. сферы. Кризис может быть завершен как в положительную сторону (успешная социализация, переход на новый уровень сознания), так и в отрицательную (десоциализация, дезадаптация, развитие внутренних комплексов).
Одним из первых данные кризисы рассматривал в своей теории психосоциального развития личности Эрик Эриксон. В ней он выделяет 8 стадий развития личности, каждая из которых сопровождается своим собственным кризисом. Проблему же успешной социализации младших школьников рассматривали в своих исследованиях многие ученые, такие как Ф. Знанецкий, Дж. Х. Баллантайн, Дж. и 3. Перри, Т. Парсонс, Э. Дюркгейм, Р. Дж. Хэвигхер, У. И. Томас, Ч. Х. Кули, Дж. У. Огбю, Дж. Г. Мид, А. Халлер, Э. Мак, и многие другие.

## Причины
- Знакомство с новой группой сверстников и адаптация в новом коллективе. Ребёнку необходимо освоиться, найти свое место в социальной иерархии коллектива, наладить необходимую коммуникацию.
- Новая социальная роль ученика, подразумевающая под собой необходимость развития как произвольного познания, так и эмоционально-волевой сферы, в частности, самоконтроля.
- Появление в жизни учителя как одного из ключевых субъектов воздействия, воспитания и помощи в социализации наряду с семьей.
- Конфликт сфер влияния на социализацию: если раньше семья играла ключевую роль в этом вопросе, то теперь такое же место занимают учитель и класс.

В наиболее полном виде содержание и суть тех социальных компетенций, которые должны быть усвоены младшим школьником для успешного преодоления кризиса описывает в своих исследованиях И. А. Зимняя:
- Социокультурные компетенции общего профиля;
- Социально-культурно-гендерные компетенции (соответствующие возрасту);
- Социально-информационные компетенции (соответствующие возрасту);
- Социально-здоровьесберегающая компетенция;
- Социально-познавательные компетенции.

Как правило, усвоение компетенций непосредственно связано с усвоением содержания предметов начального образования, то есть усвоение тех же компетенций, которые определяет своей целью ФГОС НОО. Тогда можно сказать, что показателями и критериями усвоения младшим школьником могут служить основные критерии общего образования в начальной школе: наличие у ребёнка мотивации к дальнейшему обучению, умение учиться (получены навыки для решения учебных задач), а также умение налаживать социально значимые контакты. Таким образом можно сказать, что ребёнок, который успешно освоил начальное образование, должен хотеть учиться, знать, как учиться, а значит чувствовать себя социально успешным.
Одной из причин возможного усугубления данного кризиса на современном этапе является одновременно количественное увеличение и качественное усложнение внутреннего содержания социализации (то есть личностных качеств и компетенций, требуемых к усвоению до вступления в новую стадию развития личности), а также кризис самих современных институтов социализации: семьи, образовательных учреждений, СМИ и других, которые зачастую не могут в полной мере привить требуемое содержание.

## Пример
Так, например, наблюдается неудовлетворительная разработанность механизмов взаимодействия младших школьников в педагогической среде касательно их социального развития, и показателем этого следуют следующие противоречия:
- Зачастую в воспитательном процессе социализация рассматривается лишь как внешнее соответствие требованиям при том, что важность состоит в индивидуальности личности и её качеств, которые и обеспечивают успешное существование индивида в обществе;
- На данный момент возросла значимость социальных и личностных предпосылок развития младшего школьника, однако отсутствует специфическая система педагогического взаимодействия, направленная на их развитие;
- Система воспитания в школе не соответствует требованиям к социализации личности.

В семье так же зачастую наблюдается неспособность к планомерному, последовательному и результативному воздействию на ребёнка с целью его социализации:
- Воспитание в семье, как правило, носит интуитивный характер, что может вести к негативным и необратимым последствиям;
- В семьях могут быть не созданы условия для успешной социализации личности;
- Воспитание проходит с позиций родителей, социальный заказ общества не учитывается.

## Результат
В связи со всем вышеперечисленным наиболее благоприятным для успешного выхода ребёнка из кризиса является сотрудничество семьи ребёнка и школы. Во-первых, воздействие на ребёнка должно быть слаженным и целенаправленным как в деятельности, так и в общении. Во-вторых, едиными должны быть и способы подражания и идентификации, благодаря которым воспроизводится усваиваемое поведение. Формирующим и подкрепляющим фактором социальной оценки поведения служит реакция окружающих, а взаимное восприятие является регулятором поведения. Воспитываются конформность, некритическое восприятие стандартов, норм и стереотипов массового сознания и следование им. Все это является условием оптимальной социализации младших школьников.